# 쿠프 드 프랑스

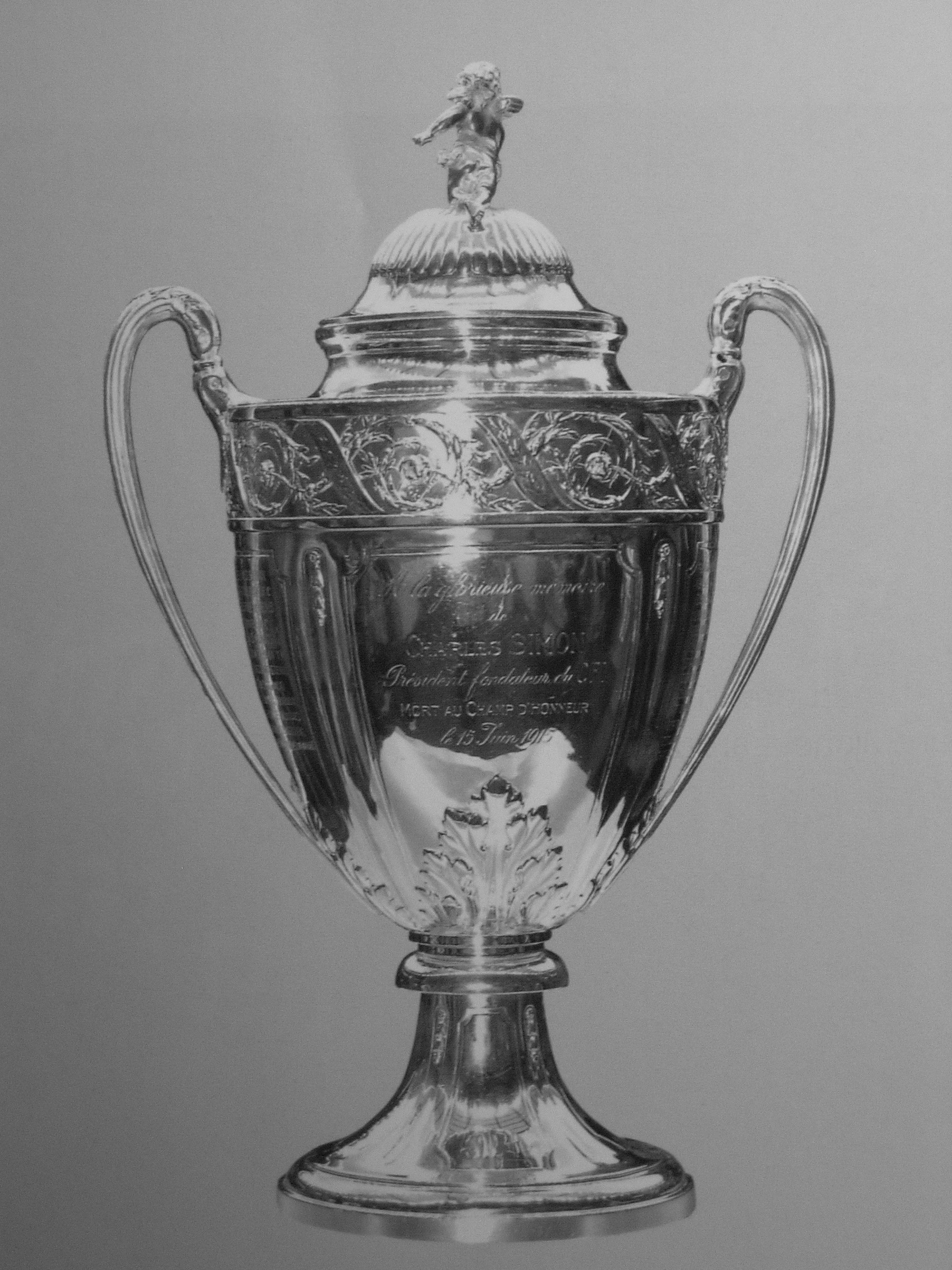

쿠프 드 프랑스(Coupe de France, 프랑스의 컵)은 이전에 쿠프 샤를 시몽(Coupe Charles Simon, 샤를 시몽 컵)으로 알려진 프랑스 축구 최상위 토너먼트 대회로, 프랑스 축구 연맹(FFF)이 주관한다. 첫 대회는 1917년에 출범해 해외령을 포함한 프랑스의 모든 프로 및 아마추어 구단이 참가했다. 1917년에서 1919년까지 이 대회 명칭은 쿠프 샤를 시몽으로 명명되었는데, 프랑스의 체육인이자 프랑스 초연맹 위원회(프랑스 축구 연맹의 전신)의 설립자로, 제1차 세계 대전에서 1915년에 전사한 샤를 시몽을 기리기 위한 조치였다. 결승전은 스타드 드 프랑스에서 열리며, 이 경기에서 승리하면 유로파리그 조별 리그와 트로페 데 샹피옹 경기를 치를 수 있게 된다. 여자 축구에도 동명의 대회를 진행한다.
무작위 추첨과 재경기 없는 단판승부로 인해, 쿠프 드 프랑스는 대규모 구단이 독주할 확률이 상대적으로 낮다. 이 대회는 아마추어 구단에도 혜택인데, 프로 구단을 비롯한 상위 구단들이 두 계단 이상 하부 리그 구단을 상대할 때 적지로 들어가야 한다. 이러한 세력 균형을 맞추려는 노력에도 불구하고, 1932년에 프랑스 축구 프로 리그가 출범한 이래 단 세 구단만이 결승전에 올랐다: 2000년의 칼레 라싱 위니옹, 2012년의 케비, 그리고 2018년의 레 에르비에르가 전부다. 리그 1 외의 구단이 우승한 사례는 두 번인데, 1959년의 르 아브르와, 2009년 갱강이 주인공이다. 현재 우승을 차지한 구단은 낭트로, 2021-22 시즌에 결승전에서 니스를 꺾고 4번째 우승을 거두었다.

## 역사
제1차 세계 대전중에 생겨났으며, 이 전쟁에서 죽은 축구선수인 샤를 시몽의 이름을 따왔다. 가장 많이 우승을 한 팀은 파리 생제르맹 FC(14회)이며, 올랭피크 드 마르세유가 10회 우승으로 2위를 하고 있다. 총 세명의 선수가 이 대회에서 다섯번 우승을 하였다. 1927년부터는 프랑스 대통령이 대회에 참관하며 우승 팀의 주장에게 우승컵을 수여한다.

## 역대 결승
하부 리그의 팀들의 홈에서 경기를 하기 때문에 쿠프 드 프랑스는 대형 클럽들이 우승하기 어려운 대회로 여겨진다. 재경기 없이 승부가 날 때까지 단판 승부로 경기를 치른다. 이 때문에 상대적으로 낮은 팀이 최고의 실력을 발휘할 경우 대형 클럽들에게 마음에 들지 않는 결과가 종종 발생하곤 한다. 최근 몇 시즌 동안에는 많은 준우승 팀들이 리그 1이 아닌 더 밑의 리그에서 배출되는 결과를 보이고 있으며, 2000년 대회에서는 4부리그의 칼레 RUFC가 준우승을 차지하는 등, 프랑스 축구의 깊이를 보여주는 동시에 이 대회의 불확정성을 보여준다. 또한 작은 클럽들이 자주 우승하기 때문에 이 대회가 독일이나 이탈리아의 컵대회보다 더 가치가 있다고 여겨짐에도 불구하고 리그 1 클럽들의 우선순위에 있지 않다고 볼 수도 있다.
| 연도 | 우승 팀              | 득점                        | 준우승 팀            | 경기장                                  |
| ---- | -------------------- | --------------------------- | -------------------- | --------------------------------------- |
| 2025 | 파리 생제르맹 FC     | 3-0                         | 스타드 랭스          | 스타드 드 프랑스                        |
| 2024 | 파리 생제르맹 FC     | 2-1                         | 올랭피크 리옹        | 스타드 피에르 모루아(릴, 빌뇌브 다스크) |
| 2023 | 툴루즈 FC            | 5-1                         | FC 낭트              | 스타드 드 프랑스                        |
| 2022 | FC 낭트              | 1-0                         | OGC 니스             | 스타드 드 프랑스                        |
| 2021 | 파리 생제르맹 FC     | 2-0                         | AS 모나코            | 스타드 드 프랑스                        |
| 2020 | 파리 생제르맹 FC     | 1-0                         | AS 생테티엔          | 스타드 드 프랑스                        |
| 2019 | 스타드 렌 FC         | 2-2 (연장전) 6-5 (승부차기) | 파리 생제르맹 FC     | 스타드 드 프랑스                        |
| 2018 | 파리 생제르맹 FC     | 2-0                         | 레제르비에 (3부)     | 스타드 드 프랑스                        |
| 2017 | 파리 생제르맹 FC     | 1-0                         | 앙제 SCO             | 스타드 드 프랑스                        |
| 2016 | 파리 생제르맹 FC     | 4-2                         | 올랭피크 드 마르세유 | 스타드 드 프랑스                        |
| 2015 | 파리 생제르맹 FC     | 1-0                         | AJ 오세르            | 스타드 드 프랑스                        |
| 2014 | EA 갱강              | 2-0                         | 스타드 렌            | 스타드 드 프랑스                        |
| 2013 | FC 지롱댕 드 보르도  | 3-2                         | 에비앙 TG            | 스타드 드 프랑스                        |
| 2012 | 올랭피크 리옹        | 1-0                         | US 크비이 (3부)      | 스타드 드 프랑스                        |
| 2011 | 릴 OSC               | 1-0                         | 파리 생제르맹 FC     | 스타드 드 프랑스                        |
| 2010 | 파리 생제르맹 FC     | 1-0 (연장전)                | AS 모나코 FC         | 스타드 드 프랑스                        |
| 2009 | EA 갱강 (2부)        | 1-0                         | 스타드 렌            | 스타드 드 프랑스                        |
| 2008 | 올랭피크 리옹        | 1-0                         | 파리 생제르맹 FC     | 스타드 드 프랑스                        |
| 2007 | FC 소쇼              | 2-2 (연장전) 5-4 (승부차기) | 올랭피크 드 마르세유 | 스타드 드 프랑스                        |
| 2006 | 파리 생제르맹 FC     | 2-1                         | 올랭피크 드 마르세유 | 스타드 드 프랑스                        |
| 2005 | AJ 오세르            | 2-1                         | CS 스당              | 스타드 드 프랑스                        |
| 2004 | 파리 생제르맹 FC     | 1-0                         | LB 샤토루 (2부)      | 스타드 드 프랑스                        |
| 2003 | AJ 오세르            | 2-1                         | 파리 생제르맹 FC     | 스타드 드 프랑스                        |
| 2002 | FC 로리앙            | 2-1                         | SC 바스티아          | 스타드 드 프랑스                        |
| 2001 | RC 스트라스부르      | 0-0 (연장전) 5-4 (승부차기) | 아미앵 SC (2부)      | 스타드 드 프랑스                        |
| 2000 | FC 낭트              | 2-1                         | 칼레 RUFC (4부)      | 스타드 드 프랑스                        |
| 1999 | FC 낭트              | 1-0                         | CS 스당 (2부)        | 스타드 드 프랑스                        |
| 1998 | 파리 생제르맹 FC     | 2-1                         | RC 랑스              | 스타드 드 프랑스                        |
| 1997 | OGC 니스             | 1-1 (연장전) 4-3 (승부차기) | EA 갱강              | 파르크 데 프랭스                        |
| 1996 | AJ 오세르            | 2-1                         | 님 올랭피크 (3부)    | 파르크 데 프랭스                        |
| 1995 | 파리 생제르맹 FC     | 1-0                         | RC 스트라스부르      | 파르크 데 프랭스                        |
| 1994 | AJ 오세르            | 3-0                         | 몽펠리에 HSC         | 파르크 데 프랭스                        |
| 1993 | 파리 생제르맹 FC     | 3-0                         | FC 낭트              | 파르크 데 프랭스                        |
| 1992 | 결승전 없음.         | 결승전 없음.                | 결승전 없음.         | 결승전 없음.                            |
| 1991 | AS 모나코 FC         | 1-0                         | 올랭피크 드 마르세유 | 파르크 데 프랭스                        |
| 1990 | 몽펠리에 HSC         | 2-1 (연장전)                | RC 파리              | 파르크 데 프랭스                        |
| 1989 | 올랭피크 드 마르세유 | 4-3                         | AS 모나코 FC         | 파르크 데 프랭스                        |
| 1988 | FC 메스              | 1-1 (연장전) 5-4 (승부차기) | FC 소쇼              | 파르크 데 프랭스                        |
| 1987 | FC 지롱댕 드 보르도  | 2-0                         | 올랭피크 드 마르세유 | 파르크 데 프랭스                        |
| 1986 | FC 지롱댕 드 보르도  | 2-1 (연장전)                | 올랭피크 드 마르세유 | 파르크 데 프랭스                        |
| 1985 | AS 모나코 FC         | 2-0                         | 파리 생제르맹 FC     | 파르크 데 프랭스                        |
| 1984 | FC 메스              | 2-0 (연장전)                | AS 모나코 FC         | 파르크 데 프랭스                        |
| 1983 | 파리 생제르맹 FC     | 3-2                         | FC 낭트              | 파르크 데 프랭스                        |
| 1982 | 파리 생제르맹 FC     | 2-2 (연장전) 6-5 (승부차기) | AS 생테티엔          | 파르크 데 프랭스                        |
| 1981 | SC 바스티아          | 2-1                         | AS 생테티엔          | 파르크 데 프랭스                        |
| 1980 | AS 모나코 FC         | 3-1                         | US 오를레앙 (2부)    | 파르크 데 프랭스                        |
| 1979 | FC 낭트              | 2-0 (연장전)                | AJ 오세르 (2부)      | 파르크 데 프랭스                        |
| 1978 | AS 낭시              | 1-0                         | OGC 니스             | 파르크 데 프랭스                        |
| 1977 | AS 생테티엔          | 2-0                         | 스타드 랭스          | 파르크 데 프랭스                        |
| 1976 | 올랭피크 드 마르세유 | 2-0                         | 올랭피크 리옹        | 파르크 데 프랭스                        |
| 1975 | AS 생테티엔          | 2-0                         | RC 랑스              | 파르크 데 프랭스                        |
| 1974 | AS 생테티엔          | 2-1                         | AS 모나코 FC         | 파르크 데 프랭스                        |
| 1973 | 올랭피크 리옹        | 2-1                         | FC 낭트              | 파르크 데 프랭스                        |
| 1972 | 올랭피크 드 마르세유 | 2-1                         | SC 바스티아          | 파르크 데 프랭스                        |
| 1971 | 스타드 렌 FC         | 1-0                         | 올랭피크 리옹        | 콜롱브                                  |
| 1970 | AS 생테티엔          | 5-0                         | FC 낭트              | 콜롱브                                  |
| 1969 | 올랭피크 드 마르세유 | 2-0                         | FC 지롱댕 드 보르도  | 콜롱브                                  |
| 1968 | AS 생테티엔          | 2-1                         | FC 지롱댕 드 보르도  | 콜롱브                                  |
| 1967 | 올랭피크 리옹        | 3-1                         | FC 소쇼              | 파르크 데 프랭스                        |
| 1966 | RC 스트라스부르      | 1-0                         | FC 낭트              | 파르크 데 프랭스                        |
| 1965 | 스타드 렌 FC         | 2-2 (연장전) 3-1 (재경기)   | CS 스당              | 파르크 데 프랭스                        |
| 1964 | 올랭피크 리옹        | 2-0                         | FC 지롱댕 드 보르도  | 콜롱브                                  |
| 1963 | AS 모나코 FC         | 0-0 (연장전) 2-0 (재경기)   | 올랭피크 리옹        | 콜롱브                                  |
| 1962 | AS 생테티엔          | 1-0                         | AS 낭시              | 콜롱브                                  |
| 1961 | CS 스당              | 3-1                         | 님 올랭피크          | 콜롱브                                  |
| 1960 | AS 모나코 FC         | 4-2 (연장전)                | AS 생테티엔          | 콜롱브                                  |
| 1959 | 르 아브르 AC (2부)   | 2-2 (연장전) 3-0 (재경기)   | FC 소쇼              | 콜롱브                                  |
| 1958 | 스타드 랭스          | 3-1                         | 님 올랭피크          | 콜롱브                                  |
| 1957 | 툴루즈 FC            | 6-3                         | 앙제 SCO             | 콜롱브                                  |
| 1956 | CS 스당              | 3-1                         | AS 트루아 사비니엔   | 콜롱브                                  |
| 1955 | 릴 OSC               | 2-1                         | FC 지롱댕 드 보르도  | 콜롱브                                  |
| 1954 | OGC 니스             | 2-1                         | 올랭피크 드 마르세유 | 콜롱브                                  |
| 1953 | 릴 OSC               | 5-3                         | FC 낭트              | 콜롱브                                  |
| 1952 | OGC 니스             | 3-0                         | FC 지롱댕 드 보르도  | 콜롱브                                  |
| 1951 | RC 스트라스부르      | 2-0                         | 발랑시엔 FC (2부)    | 콜롱브                                  |
| 1950 | 스타드 랭스          | 2-0                         | RC 파리              | 콜롱브                                  |
| 1949 | RC 파리              | 5-2                         | 릴 OSC               | 콜롱브                                  |
| 1948 | 릴 OSC               | 3-2                         | RC 랑스 (2부)        | 콜롱브                                  |
| 1947 | 릴 OSC               | 2-0                         | RC 스트라스부르      | 콜롱브                                  |
| 1946 | 릴 OSC               | 4-2                         | 레드 스타 FC         | 콜롱브                                  |
| 1945 | RC 파리              | 3-0                         | 릴 OSC               | 콜롱브                                  |
| 1944 | EF 낭시-로렌         | 4-0                         | EF 랭스-샹파뉴       | 파르크 데 프랭스                        |
| 1943 | 올랭피크 드 마르세유 | 2-2 (연장전) 4-0 (재경기)   | FC 지롱댕 드 보르도  | 콜롱브                                  |
| 1942 | 레드 스타 FC         | 2-0                         | FC 세트              | 콜롱브                                  |
| 1941 | FC 지롱댕 드 보르도  | 2-0                         | SC 피브              | 생투앵                                  |
| 1940 | RC 파리              | 2-1                         | 올랭피크 드 마르세유 | 파르크 데 프랭스                        |
| 1939 | RC 파리              | 3-1                         | 올랭피크 릴루아      | 콜롱브                                  |
| 1938 | 올랭피크 드 마르세유 | 2-1 (연장전)                | FC 메스              | 파르크 데 프랭스                        |
| 1937 | FC 소쇼              | 2-1                         | RC 스트라스부르      | 콜롱브                                  |
| 1936 | RC 파리              | 1-0                         | FCO 샤를빌 (2부)     | 콜롱브                                  |
| 1935 | 올랭피크 드 마르세유 | 3-0                         | 스타드 렌 FC         | 콜롱브                                  |
| 1934 | FC 세트              | 2-1                         | 올랭피크 드 마르세유 | 콜롱브                                  |
| 1933 | 엑셀시오르 AC 루베   | 3-1                         | RC 루베              | 콜롱브                                  |
| 1932 | AS 칸                | 1-0                         | RC 루베              | 콜롱브                                  |
| 1931 | 클뢰브 프랑세        | 3-0                         | SO 몽펠리에          | 콜롱브                                  |
| 1930 | FC 세트              | 3-1 (연장전)                | RCF 파리             | 콜롱브                                  |
| 1929 | SO 몽펠리에          | 2-0                         | FC 세트              | 콜롱브                                  |
| 1928 | 레드 스타 FC         | 3-1                         | CA 파리              | 콜롱브                                  |
| 1927 | 올랭피크 드 마르세유 | 3-0                         | US 케비이            | 콜롱브                                  |
| 1926 | 올랭피크 드 마르세유 | 4-1                         | AS 발랑티뉴에        | 콜롱브                                  |
| 1925 | CASG 파리            | 1-1 (연장전) 3-2 (재경기)   | FC 루앙              | 콜롱브                                  |
| 1924 | 올랭피크 드 마르세유 | 3-2 (연장전)                | FC 세트              | 스타드 퍼싱                             |
| 1923 | 레드 스타 FC         | 4-2                         | FC 세트              | 스타드 퍼싱                             |
| 1922 | 레드 스타 FC         | 2-0                         | 스타드 렌 FC         | 스타드 퍼싱                             |
| 1921 | 레드 스타 FC         | 2-1                         | 올랭피크 드 파리     | 스타드 퍼싱                             |
| 1920 | CA 파리              | 2-1                         | 르 아브르 AC         | Stade Bergeyre                          |
| 1919 | CASG 파리            | 3-2 (연장전)                | 올랭피크 드 파리     | 파르크 데 프랭스                        |
| 1918 | 올랭피크 드 파리     | 3-0                         | FC 리옹              | Rue Olivier-de-Serres                   |